# Jeune France (groupe de musiciens)
Pour les articles homonymes, voir Jeune France (homonymie).
Jeune France est un groupe de musiciens, constitué en 1936 à l'instigation d'Yves Baudrier avec trois autres compositeurs André Jolivet, Daniel-Lesur et Olivier Messiaen.
André Cœuroy les appelait les « quatre petits frères spiritualistes ».

## Histoire

### Formation
Après avoir assisté à un concert avec l'Orchestre de la Société des concerts du Conservatoire, où était donné Les Offrandes oubliées (1930) d'Olivier Messiaen, en 1935,, Yves Baudrier approche le jeune Olivier Messiaen après le concert et propose la création d'un groupe en réaction à « une musique dépouillée de toute émotion ». Ce dernier répond positivement et lui conseille de s'adjoindre André Jolivet et Daniel-Lesur son condisciple des classes de fugue et d'harmonie au conservatoire et tous trois dans l'association La Spirale ayant pour but de promouvoir la musique de chambre contemporaine. Ensemble, ils reconstituent le groupe Jeunes-France, en hommage au mouvement romantique que fréquenta Hector Berlioz, et dans le droit fil du Groupe des Six et de l'École d'Arcueil d'Erik Satie. Jehan Alain a aussi été convié à les rejoindre, mais il a décliné l'offre.
Baudrier, porte-parole du groupe, définit lui-même leurs buts, dans le programme du concert inaugural : « propager les œuvres exemptes de toute banalité aussi bien d'avant-garde qu'académiques, de lutter pour rendre à l'art ses valeurs humanistes, et afin de créer une musique vivante. » Ils entendaient réintroduire de la spiritualité dans la musique : en raison des « conditions de la vie devenant de plus en plus dures, mécaniques et impersonnelles, la Musique se doit d'apporter sans répit à ceux qui l'aiment sa violence spirituelle et ses réactions généreuses ». Il s'agit donc non pas d'un groupe axé sur la technique ou l'esthétique, « mais sur l'éthique du créateur et la vocation humaine de la musique. » Ils donneront des concerts en plein Front populaire – en juin 1936 et 1937 et en mai 1938.
Le groupe n'est pas fermé et il accorde son appui aux musiciens qui partagent ce même souci : Germaine Tailleferre, Claude Arrieu, Marcel Delannoy, Georges Dandelot, Georges Migot, Tony Aubin, Henri Martelli, Jean Françaix, Jehan Alain, Jean-Jacques Grünenwald…

### Premier concert
La première est bien promu : Le Guide du concert des 15 et 22 mai 1936, fait la couverture avec Ricardo Viñes le soliste, très réputé avait reçu en dédicace des œuvres importantes de Ravel, Debussy, Satie et Falla ; l'Orchestre de Paris, sous la direction de Roger Désormière sont aussi des éléments de qualité. Le 3 juin 1936, Salle Gaveau, programme est constitué, notamment des Offrandes oubliées et de l'Hymne au Saint Sacrement de Messiaen, de la première de Danse incantatoire de Jolivet et la Ballade (1922), pour piano et orchestre de Germaine Tailleferre (membre du Groupe des Six), avec Ricardo Viñes en soliste.
Sont présents les écrivains parmi les plus connus qui patronnent le groupe entre autres : Paul Valéry, François Mauriac et Georges Duhamel. Claude Rostand écrit ironiquement : « On craignait qu'il ne vînt personne, mais tout le monde musical parisien, toujours un peu sadique, était venu pour constater qu'il n'y avait personne », mais les réactions sont favorables : on trouve des papiers de Jacques Ibert, Ingelbrecht, Darius Milhaud, Gustave Samazeuilh, Florent Schmitt, Émile Vuillermoz. Le plus influent est André Cœuroy qui soutient dès le début les musiciens par un article dans Gringoire quelques jours avant le concert et un autre dans Beaux-Arts après le concert.
Les membres du Groupe des Six, Auric, Honegger et Poulenc écrivent leur soutien aux musiciens.

### Second concert
Le second concert du 4 juin 1937, comprenait Les Actions de grâce en version orchestrale de Messiaen, Poèmes pour Mi interprété par la chanteuse Marcelle Bunlet et d'autres œuvres de Claude Arrieu et Marcel Delannoy.

### Troisième concert
Le dernier concert eut lieu le 17 février 1938, avec la création des Litanies de Jehan Alain.
La guerre eut raison du groupement qui « disparut dans la tourmente », excepté quelques concerts occasionnels à la libération, dont l'un à la maison de Guy-Bernard Delapierre le 25 mai 1945, où fut présenté, de Messiaen, le Quatuor pour la fin du Temps.

### Après-guerre
L'appellation est cependant restée pour désigner surtout les trois plus grandes figures que sont André Jolivet, Daniel-Lesur et Olivier Messiaen. La carrière d'Yves Baudrier orientée dès l'occupation vers la musique de film, le change d'univers artistique.

## Œuvres
- Jolivet, Danse incantatoire pour grand orchestre (1936). Comme certaines œuvres de Varèse ou Messiaen, la pièce nécessite deux ondes Martenot.

En 1938, Jolivet et Daniel-Lesur conjointement composent, en six jours, le ballet L'Infante et le monstre d'après L’anniversaire de l’infante d'Oscar Wilde. Il s'agit d'un commande des « Ballets de la jeunesse ».

## Membres
Par ses quatre membres fondateurs de Jeune France, le groupement est musicalement très hétérogène – comme l'était le Groupe des Six :
- Yves Baudrier, a tout juste trente ans lors de la première, bien qu'élève de l'organiste Georges Loth, il est surtout autodidacte. À ses débuts, il est le théoricien du groupe et rédacteur principal du manifeste. Mais « s'il se fait théoricien, c'est pour déclarer la guerre à toutes les théories[14]. » Il l'est l'auteur de Raz de Sein (1936), « le Musicien dans la cité » (1937) qui s'inspire d'une promenade dans Paris d'un musicien, remaniée tardivement elle fut comparée par Paul Griffith au Tableaux d'une exposition de Moussorgski[15] ; et d'un quatuor à cordes[16]. Il est le cofondateur de l'Institut des hautes études cinématographiques (1943) et a surtout composé pour le cinéma.
- Daniel-Lesur, à vingt-huit ans, après des études d'orgue avec Charles Tournemire, il est alors professeur de contrepoint à la Schola Cantorum, et à la radio (début 1939)[1]. Ses œuvres – Suite française (1935[17]), Trois poèmes de Cécile Sauvage, Trio d'anches, un quatuor à cordes – reflètent son don de l'émotion intime[16].
- André Jolivet, est l'aîné, trente-et-un ans, élève de Paul Le Flem et de Varèse, est le plus radical stylistiquement, épousant les règles atonales dans son quatuors à cordes (1934), « Mana » pour piano (1935), « Cinq incantations » pour flûte seule (1936), ou encore « Danse incantatoire pour grand orchestre » (1936), tout en ayant le souci de l'humain[18]. Il est l’enfant terrible du groupe et scandalise régulièrement le public[6]. En 1935, il soutient La Spirale une association consacrée à la musique de chambre contemporaine ; c'est à l'occasion de la création de son quatuor, qu'il fait la connaissance de Messiaen.
- Olivier Messiaen, du même âge que Daniel-Lesur, élève de Paul Dukas et Marcel Dupré est jeune professeur à l'École Normale. Dès l'après-guerre, il est qualifié comme l'« un des musiciens les plus significatifs de la jeune école[16] ».

## Discographie
- Polyphonies « Jeune France » - Ensemble Sequenza 9.3, Dir. Catherine Simonpietri (juin 2006, Alpha 112) Présente trois pièces chorales a capella bien postérieures au groupement lui-même : Daniel-Lesur, Le Cantique Des Cantiques (1952) ; Messiaen, Cinq Rechants (1949) ; Jolivet, Épithalame (1953). Chaque œuvre durant à peu près vingt minutes. Les trois œuvres sont des commandes de l'ensemble vocal Marcel Couraud. Cinq Rechants était une de leurs œuvres favorites[19]. (OCLC 494080892), (BNF 41287036)
- La Jeune France - The Sixteen, Dir. Harry Christophers (1995, Collins Classics 14082 / rééd. Coro) Programme identique. (OCLC 811244074)

### Monographie
- Serge Gut, Le Groupe jeune France : Yves Baudrier, Daniel Lesur, André Jolivet, Olivier Messiaen, Paris, éditions Honoré Champion, coll. « musique-musicologie » (no 4), 1978 (1re éd. 1977), 158 p. (ISBN 978-2-85203-030-5 et 2-85203-030-6, OCLC 4505201, BNF 34587564)
- (en) Peter Hill et Nigel Simeone, Messiaen, New Haven / Londres, Yale University Press, 2005, 435 p. (ISBN 0-300-10907-5, OCLC 60740880, BNF 40104890, lire en ligne), La Jeune France : 1935–1939, p. 52–90.
  - Peter Hill et Nigel Simeone, Messiaen, Paris, Fayard, 2007, 592 p. (ISBN 978-2-213-62978-0 et 2-213-62978-1, OCLC 717854463, BNF 41186399)Traduction du précédent.

### Articles
- Suzanne Demarquez, Premier concert de "Jeune France" Revue Musicale 167, 7 août 1936, p. 49–50
- Suzanne Demarquez, Jeune France 1938, Revue Musicale 184
- André Cœuroy, « Jeune France », Gringoire, le grand hebdomadaire parisien, politique et littéraire,‎ 1936 (ISSN 0767-2411, OCLC 461925072, BNF 32784069)

### Ouvrages généraux
- Claude Rostand, La musique française contemporaine, Paris, Presses universitaires de France, coll. « Que sais-je ? » (no 517) (1re éd. 1952), 126 p. (OCLC 4597136, BNF 43244562), p. 52–72
- Norbert Dufourcq et Robert Bernard, La musique des origines à nos jours, Paris, Larousse, 1946, 592 p. (OCLC 851442, BNF 37441761), p. 401–402.
- Paul Landormy, La Musique française après Debussy, Paris, Gallimard, 1943, 380 p. (OCLC 3659976), p. 341.
- Paul Griffiths, Oliver Messiaen and the Music of Time. Londres 1985, p. 71–76

### Encyclopédies
- Gisèle Brelet, « Musique contemporaine en France », dans Roland Manuel (dir.), Histoire de la musique, t. 2, Paris, Éditions Gallimard, coll. « Encyclopédie de la Pléiade », 1963, 1878 p. (ISBN 2070104044, OCLC 852916, BNF 33042677), p. 1145–1169.
- Massin et Brigitte Massin, Histoire de la musique occidentale, Paris, Fayard, coll. « Les Indispensables de la Musique », 1985, 1312 p. (ISBN 2-213-02032-9, OCLC 630597950), p. 1166.
- Marc Vignal (Dir.), Dictionnaire de la Musique : les compositeurs, Paris, Albin Michel, coll. « Encyclopædia Universalis », 1998, 924 p. (ISBN 2-226-09620-5, OCLC 50666751, lire en ligne)
- Marc Vignal, Dictionnaire de la musique, Paris, Larousse, 2005, 1516 p. (ISBN 2-03-505545-8, OCLC 896013420, lire en ligne), p. 276
- (en) Nigel Simeone, The New Grove Dictionary of Music and Musicians : Jeune France, La, Londres, Macmillan, (édité par stanley sadie) seconde édition, 29 vols. 2001, 25000 p. (ISBN 978-0-19-517067-2, lire en ligne)